# لويس أنطونيو ديلغادو
لويس أنطونيو ديلغادو (بالإسبانية: Luis Antonio Delgado)‏ (19 أغسطس 1990 في المكسيك - ) هو لاعب كرة قدم مكسيكي في مركز الدفاع. لعب مع كلوب ليون.

## وصلات خارجية
- لويس أنطونيو ديلغادو على موقع قاعدة بيانات كرة القدم.إي يو (الإنجليزية)
- لويس أنطونيو ديلغادو على موقع AS.com (الإسبانية)